# Blodbjörk
Blodbjörk (Betula pendula 'Purpurea'; synonym 'Atropurpurea'), är en sort av växtarten vårtbjörk (Betula pendula). Den har rödlila blad, och trädet är långsamväxande. Blodbjörk började säljas som prydnadsträd år 1874, men den visade sig ha alltför svag konstitution, varför den ej är så vanlig i de svenska plantskolorna.[källa behövs]